# Пендепи
Пендепи́ (фр. Pennedepie) — коммуна во Франции, находится в регионе Нижняя Нормандия. Департамент коммуны — Кальвадос. Входит в состав кантона Онфлёр. Округ коммуны — Лизьё.
Код INSEE коммуны — 14492.

## Население
Население коммуны на 2010 год составляло 326 человек.
| 1962 | 1968 | 1975 | 1982 | 1990 | 1999 | 2010 |
| ---- | ---- | ---- | ---- | ---- | ---- | ---- |
| 271  | 259  | 227  | 250  | 234  | 310  | 326  |

## Экономика
В 2010 году среди 202 человек трудоспособного возраста (15—64 лет) 140 были экономически активными, 62 — неактивными (показатель активности — 69,3 %, в 1999 году было 74,5 %). Из 140 активных жителей работали 133 человека (77 мужчин и 56 женщин), безработных было 7 (2 мужчин и 5 женщин). Среди 62 неактивных 17 человек были учениками или студентами, 26 — пенсионерами, 19 были неактивными по другим причинам.